# خوان خوسيه استرادا
خوان خوسيه استرادا (بالإسبانية: Juan José Estrada Morales) (و. 1872 – 1947 م) هو سياسي من نيكاراغوا ولد في ماناغوا.